# Политик (Платон)
«Политик» (др.-греч. Πολιτικός) — диалог Платона, относящийся к позднему периоду творчества; является как бы продолжением диалога «Софист».
Участники диалога: Сократ и Феодор, оба лишь представляют основных участников диалога, ограничив своё участие лишь парой вступительных фраз. Основные участники диалога молодой Сократ и чужеземец, гость из Элеи.

## Композиция диалога
Согласно А. Ф. Лосеву
1. Вступление (257a — 267c).
2. Диалектика учения о политическом деятеле (258b — 267с).
3. Признание слишком большой общности этого слишком внешнего деления, поскольку царь мыслится выше всех прочих людей и является специфическим человеческим существом (267с — 269с).
4. Учение о космических переворотах как необходимое для определения истинного царя (269с — 274d).
5. Выводы из космологии для учения об истинном политике и пересмотр результатов всего предыдущего рассуждения (274d — 292с)
6. Независимость совершенного политика и его искусства от законов (292d — 297с).
7. Учение о менее совершенных, подражательных формах правления, для которых необходимо строжайшее подчинение законам (297с — 303d).
8. Отделение политики от риторики, от военного дела и судопроизводства и учение о царственном плетении (303d — 311с).

## Переводчики на русский
- Шейнман-Топштейн, Сесиль Яковлевна